# Apollinaris Mons
Apolinaris Mons je štitasti vulkan na Marsu. Smjestio se u ekvatorijalnom području južne hemisfere, sjeverno od kratera Gusev i velikog kanjona Ma'adim Vallis. Vulkanskih krater je dobio naziv Apollinaris Patera.
Apollinaris Mons je ima apsolutnu visinu od oko 3.100 m i diže se oko 5.500 m iznad okolnih ravnica. Promjer baze vulkana je oko 300 km. Na vrhu vulkana je maleni krater nepravilnih granica koji je vjerojatno nastao u eksplozivnoj ili piroklastičnoj erupciji. Vulkan je star oko 3 do 3,5 milijardi godina.
Ime vulkana je poteklo od planinskog izvora kraj grada Rima.